# Hajdúszoboszlói repülőtér
A Hajdúszoboszlói repülőtér a termálvizes strandfürdőtől mindössze 200 méterre helyezkedik el, aminek külön bejáratot is építettek a reptér felől. Mivel Hajdúszoboszló mindössze 21 kilométerre fekszik Debrecentől, ezért a sportcélú repülés is egyre inkább ide helyeződik át a Debreceni nemzetközi repülőtér más funkciói miatt.

## További adatok
- Csak nappali VFR repülés folytatható
- Magasság: 102 méter (335 láb)
- Hívójel: Hajdúszoboszló INFO
- Frekvencia: 124,210 MHz

## Története
Hajdúszoboszlón a repülősport hagyományai az 1950-es évekig nyúlnak vissza, de a vasutas repülők nyári vitorlázórepülő-táborai már 1939-től működtek a repülőtéren. Az állandó sportrepülőtér létrehozásában Kotrás Gábor komoly szerepet vállalt, aki a második világháború után kezdett bele a szervezésbe. Repülőiskola jött létre, ahol vitorlázó és motoros oktatás is folyt. Az iskola felszámolása után Kotrás Gábor lett a repülőtér parancsnoka annak megszüntetéséig.
A repülőtér 1968-ban történt bezárása után a repülni vágyóknak Nyíregyházára vagy Miskolcra kellett menniük. Helyben először a sárkányrepülők bontották szárnyaikat, majd 1986-ban az MHSZ keretein belül újjáéledt a repülés a városban. Ekkor kilenc repülőgépet örököltek meg és újra ejtőernyős versenyeket, nemzetközi vitorlázórepülős erőpróbákat, hőlégballon-bemutatókat kezdtek szervezni. Ma már a repülés minden ága képviselve van, néhány éve előbb a siklóernyősök, legutóbb pedig a Debrecenből kitessékelt vitorlázórepülők költöztek át ide. Lehetőség van ballonnal felszállni, ejtőernyőzni, motoros- és sárkányrepülni, siklóernyőzni és vitorlázórepülni is.
Az önkormányzat a területet ingyenesen bocsátotta a klub rendelkezésére, s az abból befolyó bevételekbõl – például kaszáltatásból – tudja a sportegyesület fenntartani önmagát. A repülőtér ad otthont nyáron a népi kirakodóvásároknak, a birka- és slambucfőző örömnapoknak, valamint évről évre a Kösely Kupa díjugrató lovasversenynek is.